# فریگنیسم
فریگنیسم (به انگلیسی: freeganism) یک ایدئولوژی ضد مصرف گرایی‌ست که باورمندان آن تنها از غذاهایی استفاده می‌کنند که دور ریخته شده باشد. این باور تنها محدود به تغذیه نمی‌شود. فریگن‌ها برای تهیهٔ لباس و لوازم منزل هم تا حد امکان از اجناس دسته‌دوم استفاده می‌کنند.
جنبش فریگنیسم در دههٔ ۹۰ میلادی ایجاد شد. نخستین پایه‌گذاران آن گیاهخوار بوده‌اند و واژهٔ فریگن از ترکیب دو واژهٔ فری به معنای رایگان و ویگن به معنای گیاهخوار مطلق ایجاد شده‌است.
فریگن‌ها غذای خود را از محصولاتی که به تازگی تاریخ آن‌ها گذشته و توسط کارخانه‌جات و فروشگاه‌ها دور ریخته می‌شوند تأمین می‌کنند.
بسیاری از فریگن‌ها از قشر تحصیل‌کردهٔ جامعه هستند که با مصرف‌گرایی مخالفند و از این طریق سعی می‌کنند به زمین و طبیعت نیز فشار کمتری بیاورند.